# Kalven (Linde socken, Västmanland)
Kalven är en sjö i Lindesbergs kommun i Västmanland och ingår i Norrströms huvudavrinningsområde. Sjön har en area på 0,0623 kvadratkilometer och ligger 200,2 meter över havet.

## Delavrinningsområde
Kalven ingår i det delavrinningsområde (661915-145346) som SMHI kallar för Utloppet av Aspen. Medelhöjden är 223 meter över havet och ytan är 5,84 kvadratkilometer. Det finns ett avrinningsområde uppströms, och räknas det in blir den ackumulerade arean 9,3 kvadratkilometer. Brattforsbäcken som avvattnar avrinningsområdet har biflödesordning 4, vilket innebär att vattnet flödar genom totalt 4 vattendrag innan det når havet efter 241 kilometer. Avrinningsområdet består mestadels av skog (69 procent). Avrinningsområdet har 1,67 kvadratkilometer vattenytor vilket ger det en sjöprocent på 28,5 procent.